# Mesothen epimetheus
Mesothen epimetheus là một loài bướm đêm thuộc phân họ Arctiinae, họ Erebidae.